# Iúlia Navàlnaia
Iúlia Boríssovna Navàlnaia (de soltera Abrosimova; en rus, Юлия Борисовна Навальная; de soltera Абросимова; Moscou, 24 de juliol de 1976) és una economista, política i figura pública russa.
Navàlnaia es va graduar a la Facultat de Relacions Econòmiques Internacionals de la Universitat Russa d'Economia Plekhànov. Més tard, va fer pràctiques a l'estranger i va estudiar a l'escola de postgrau.
Va treballar durant un temps en un banc de Moscou.
Vídua de l'opositor rus Aleksei Navalni, ha estat descrita en mitjans de comunicació com la "primera dama" de l'oposició russa. Després de la mort del seu marit, va anunciar que continuaria la seva feina.